# Claudio Sanz y Arizmendi
Claudio Sanz y Arizmendi (Sevilla, 1879-Cádiz, 1919) fue un historiador y profesor español.

## Biografía
Nacido el 16 de marzo de 1879 en Sevilla, estudió Filosofía y Letras en la Universidad de Sevilla. Después de doctorarse y ser propuesto por unanimidad para la cátedra de Arqueología, ganó por oposición la de Historia de España de la misma Escuela.
Publicó obras como Organización social de Sevilla en el reinado de Alfonso XI (Sevilla, 1902), un estudio sobre el pirata John Hawkins en el Boletín de Estudios Americanistas de Sevilla y Un capítulo para la historia de Felipe II además de realizar estudios sobre manuscritos de la Colombina y del Archivo de Indias. Falleció en Cádiz, donde pasaba las vacaciones, el 1 de agosto de 1919.